# Setodes picescens
Setodes picescens is een fossiele soort schietmot uit de familie Leptoceridae.